# Catècon
Catècon (en grec καθῆκον Kathḗkon) és un concepte grec, forjat pel fundador de l'estoïcisme, Zenó de Cítion, que significa «comportament adequat», «acció convenient a la naturalesa» o també «funció apropiada». Catècon va ser traduït al llatí per Ciceró com a ofici (officium), i per Sèneca com a conveniència (convenentia). D'acord amb la filosofia estoica, l'home ha d'actuar d'acord amb la natura, que és el sentit primari de catècon.

## Catècon i catècons
Cada ésser viu (animat o no), segons els estoics, realitza accions d'acord amb la seva pròpia natura. Els catècons són per a ells les accions perfectes, derivades de l'orthos logos (la raó, un catècon perfecte, acabat). Segons ells, el savi realitza necessàriament catècons, és a dir, catècon dotat de virtut; el que distingeix aquestes dues menes d'accions no és, per a ells, la naturalesa de l'acte, sinó la manera en què es fa. Així doncs, en algunes circumstàncies excepcionals, un savi (ideal gairebé impossible a atènyer per als estoics) podria realitzar catècons que, segons els criteris ordinaris de moralitat, serien jutjats monstruosos (per exemple, tenir relacions incestuoses amb un fill, si el destí de la humanitat en depengués, o fins i tot mutilar-se un mateix).
La moral estoica és complexa i comporta diversos nivells jeràrquics. En el primer d'ells, el de l'home ordinari, cal dur a terme accions que corresponen a la mateixa naturalesa (catècons). Tanmateix, segons la concepció estricta de la moral pròpia dels estoics, les accions de l'home ordinari són sempre desassenyades (ἁμαρτήματα, hamartémata; peccata, pecats), mentre que les accions del savi són sempre catècons, perfectes. El savi actua en vista del bé, mentre que l'ésser ordinari actua només en vista de la seva pròpia supervivència. El savi i l'insensat, així i tot, actuen ambdós d'acord amb llur pròpia naturalesa.

## Intencionalitat i perfecció
La intencionalitat pren una part important en l'ètica estoica: la moralitat de l'acte no recau pas en l'acte mateix, sinó en la intencionalitat que hi presideix, i en la manera en què aquest és realitzat; en altres mots, en l'agent mateix. Estobeu definia els catècons o bé com «accions probables» (probabilis ratio), o bé com reunit tot el que es fa per una acció, eulogos apologia.
Els estoics també van distingir entre catècon i catècons dient que els catècons eren catècons que posseïen tots els nombres, una expressió estoica que designava la perfecció.
Un tal catècons està fet en harmonia amb totes les virtuts, mentre que l'home ordinari no pot actuar només conforme a una virtut, però tampoc amb totes les virtuts alhora. Els estoics creien efectivament que totes les virtuts estaven imbricades les unes amb les altres, i que els actes perfectes les englobaven a totes.